# Žune
Žune (szerbül: Жуне), falu Bosznia-Hercegovinában, Bosanska krajina területén, Prijedor községben, a Szerb Köztársaságban. 

## Fekvése
Bosznia-Hercegovina északnyugati részén, Banja Lukától légvonalban 50, közúton 67 km-re nyugat-északnyugatra, községközpontjától légvonalban 11, közúton 13 km-re délnyugatra, a Žunski-patak völgyében és a környező dombvidéken, 250 – 350 méteres tengerszint feletti magasságban fekszik. A szétszórt típusú falvak közé tartozik. Főbb települései: Buzuci, Visoka glavica, Didovići, Ivanovići, Jezero, Komljenovići, Krndije, Lipici, Pranići, Tubići. A legenda szerint a falu erdős részén nagy kolibri csapatok éltek, amelyekről a falu nevét kapta.

## Népessége
| Nemzetiségi csoport | Népesség 1991 | Népesség 2013 |
| ------------------- | ------------- | ------------- |
| Szerb               | 14            | 16            |
| Bosnyák             | 6             | 5             |
| Horvát              | 326           | 81            |
| Jugoszláv           | 16            | 0             |
| Egyéb               | 6             | 0             |
| Összesen            | 368           | 102           |

## Története
Az itt talált régészeti leletek tanúsága szerint területén már a római korban is éltek emberek, akik az itteni bányákban dolgoztak. Erre utal a négy római oltár, melyek a 2. század végéről és a 3. század elejéről származnak. Feltehetően a bányászok kultikus helye volt itt.
A családi hagyományok szerint a mai lakosok ősei a 19. század első felében költöztek ezekre a területekre. A Didović család Dalmáciából, a Dejanović család pedig Vareš környékéről származott.
A település 1878-ig tartozott az Oszmán Birodalomhoz, ekkor a berlini kongresszus határozata alapján az Osztrák-Magyar Monarchia része lett. A „Ljubija” vasércbánya 1916-ban nyílt meg a Javorik erdősáv területén, amely Atar déli részén található, amely akkoriban Európa egyik legnagyobb és legmodernebb bányája volt. Az Atáron átfolyó Žunska-patak alsó részének duzzasztásával létrejött a Žune-tó, 47 m magas gáttal. A tavat a bányászott érc leválasztása során az üledék lerakására használták. Az egykori (ma lakatlan) Šikići faluban megépült a Šikićai gát (57 m magas), amely a központi bányáknál a vasérc nedves leválasztása utáni üledékek lerakására is szolgált. A monarchia szétesésével 1918-ben előbb a Szerb-Horvát-Szlovén Királyság, majd 1929-től a Jugoszláv Királyság része. Jugoszlávia megszállása után a falu a Független Horvát Állam (NDH) része lett. A második világháborúban két NOVJ harcos és hat, NDH alakulathoz tartozó katona vesztette itt életét.
1945-től a település a szocialista Jugoszlávia része volt. A falu 1961-ben kapott áramot. 1963-ig Žune falu Ljubija községhez tartozott. A Bosznia-Hercegovinában zajló polgárháború idején a település a Boszniai Szerb Köztársaság része volt. A háború idején a harcokban két VRS katona vesztette itt életét. A daytoni békeszerződést követő területfelosztásnál a település Prijedor község részeként a Szerb Köztársaság területéhez került. A lakosság főként mezőgazdasággal foglalkozik, egy részét a „Ljubija” vasércbányákban alkalmazzák. Atárban van egy katolikus temető, harangtorony nélküli fakápolnával (1960 körül épült), ahol alkalmanként miséznek. A legközelebbi iskola Ljubija településen található. A helyiek kutakból és forrásokból szerzik a vizet.

## Nevezetességei
Brdo lelőhelyén, a Javorik bányakörzeten belül, a talajréteg eltávolítása során négy római oltárt találtak a Krisztus utáni 2. század végéről és a 3. század elejéről, amelyeket Terra Mater bányászistennőnek szenteltek. A feliratok megemlítik Septimius Severus és Caracalla római császárokat, valamint Verekund, Makrinus, Callimorphus és Heliodorus bányavezetőket. Valószínűleg az akkori bányászok kultikus helye volt itt.

## Fordítás
- Ez a szócikk részben vagy egészben  a(z)   Жуне című szerb Wikipédia-szócikk ezen változatának fordításán alapul.  Az eredeti cikk szerkesztőit annak laptörténete sorolja fel. Ez a jelzés csupán a megfogalmazás eredetét és a szerzői jogokat jelzi, nem szolgál a cikkben szereplő információk forrásmegjelöléseként.